# Augustus Abbott
Augustus Abbott (* 7. Januar 1804 in London; † 25. Februar 1867 in Cheltenham) war ein britischer Militärführer der Ostindien-Kompanie. Er zeichnete sich vor allem als Artillerieoffizier im Ersten Anglo-Afghanischen Krieg aus.

## Leben

### Abstammung, frühe Militärkarriere
Augustus Abbott war der älteste von fünf Söhnen des in Calcutta tätigen Kaufmanns Henry Alexius Abbott aus Blackheath, Kent und dessen Gattin Margaret, Tochter des Juristen und königlichen Siegelschreibers William Welsh aus Edinburgh. Zu seinen jüngeren Brüdern gehörten die Generäle Frederick Abbott (1805–1892), James Abbott (1807–1896) und Saunders Alexius Abbott (1811–1894) sowie der Diplomat Keith Edward Abbott (1814–1873).
Seine frühe Ausbildung erhielt Augustus Abbott beim Geistlichen John Faithfull in Warfield (Berkshire) und am Winchester College. Von 1818 bis 1819 besuchte er als Kadett die Militärakademie der Ostindien-Kompanie in Addiscombe. Dann ging er im Alter von 15 Jahren nach Britisch-Indien und wurde im April 1819 als Leutnant in die bengalische Artillerie aufgenommen. Am 7. August 1821 wurde er zum Oberleutnant befördert. Seines ersten Militäreinsatz absolvierte er im Dezember 1822 im Fort Bakhara in Malwa. Während der Belagerung von Bharatpur im heutigen indischen Bundesstaat Rajasthan (Dezember 1825 bis Januar 1826) befehligte er erfolgreich eine Batterie von zwei Achtzehnpfünder-Kanonen, wobei er seine Stellung drei Wochen lang ohne Ablösung hielt. Für seine kriegerische Leistung erhielt er ein Preisgeld, eine Medaille sowie Lob vom britischen Oberbefehlshaber Lord Combermere. Dieser ernannte ihn im Oktober 1827 zum Adjutanten der Kavalleriedivision von Karnal. Von 1833 bis 1834 war er im Kampf gegen die Festungen von Shekhawati im Einsatz und kehrte daraufhin nach Karnal zurück. Am 10. Mai 1835 rückte er in den Rang eines Hauptmanns auf.

### Teilnahme am Ersten Anglo-Afghanischen Krieg
Von 1838 bis 1842 nahm Abbott am Ersten Anglo-Afghanischen Krieg teil, durch den die Briten ihre Vormachtstellung in Afghanistan gegen die Expansionsbestrebungen des Russischen Reichs absichern wollten. Im Vorfeld dieser militärischen Auseinandersetzung erhielt er im August 1838 den Befehl über eine Batterie, deren Geschütze von Kamelen gezogen wurden. Er trat in die von John Keane kommandierte Indus-Armee ein, die für den Einmarsch in Afghanistan ausgehoben worden war. In der Folge zog er mit seiner Batterie-Einheit über den Bolan-Pass nach Kandahar und nahm mit ihr an der Erstürmung von Ghazni (23. Juli 1839) und der Besetzung von Kabul (7. August 1839) teil. Für seinen Einsatz in der Schlacht von Ghazni wurde er durch die Verleihung einer Kriegsmedaille ausgezeichnet. Da die Kamele seiner Batterie gestorben waren oder gestohlen wurden, ließ er seine Geschütze künftig von Pferden ziehen.
Anfang des nächsten Jahres begleitete Abbott als Kommandant seiner Batterie den Oberstleutnant Joseph Orchard beim Angriff auf das Fort von Pashat 50 Meilen nordöstlich von Dschalalabad. Die Festung wurde am 18. Januar 1840 von den Briten eingenommen. Orchard erwähnte Abbott lobend in seiner Depesche über dieses Gefecht. Abbott nahm sodann unter dem Brigadegeneral Robert Henry Sale an der Expedition nach Kohistan teil. Sale schrieb seinen Erfolg bei der Einnahme der am Eingang des Ghoraband-Passes gelegenen Festungsstadt Tutamdara (29. September 1840) dem hervorragenden Einsatz von Abbotts Geschützen zu. Am 3. Oktober 1840 zeichnete sich Abbott beim erfolglosen Angriff auch Dschalgah aus. Der von den Briten entmachtete Emir von Afghanistan, Dost Mohammed, wurde am 2. November 1840 bei Parwandara in die Enge getrieben. Laut einer Depesche von Sale vertrieb dabei die durch Abbotts Geschütze unterstützte britische Infanterie in glänzender Weise zahlreiche afghanische Soldaten vom Pass von Parwan.
Im September 1841 beteiligte sich Abbott an der Strafexpedition von Oberst Oliver nach Zurmat. Dabei überquerte er einen etwa 3000 m hohen Pass und sprengte mehrere feindliche Festungen. Am 19. Oktober kehrte er nach Kabul zurück und begleitete das Heer des Generals Sale, das sich auf den Weg nach Dschalalabad machte und von dort nach Indien zurückkehren wollte. Inzwischen hatten die Briten Schah Schudscha als ihnen hörigen Herrscher Afghanistans eingesetzt. Doch verstärkte sich im November 1841 der Widerstand der Afghanen gegen Schah Schudscha und Sales Truppen sahen sich häufigen Angriffen ausgesetzt. Abbott befehligte die britische Artillerie in den Kämpfen am Tezin- und am Dschagdalak-Pass, ebenso bei der Belagerung von Dschalalabad, das von der Brigade Sales am 13. November 1841 eingenommen wurde.
Bald danach wurde Dschalalabad von einer starken afghanischen Armee belagert. Im Januar 1842 erfuhr die Brigade Sales von der Vernichtung jener britischen Armee, die unter dem Druck von Attacken großer afghanischer Verbände Kabul verlassen und den Rückmarsch angetreten hatte. In einem von Sales einberufenen Kriegsrat wurde debattiert, ob seine Soldaten den Rückzug antreten oder den Kampf fortführen sollten. Anfangs trat Abbott für die erstere Möglichkeit ein, ließ sich später aber überzeugen, dass die Fortsetzung der Gegenwehr die bessere Option sei. Auch Sales stimmte dieser Meinung zu, so dass der Kampf um Dschalalabad weiterging. Abbott montierte Geschütze auf die Festungsmauern, unterstützte mit der Artillerie die teils erfolgreichen Ausfälle der britischen Garnison und hob deren Moral. Am 22. Februar 1842 schlug er die Feinde zurück und wurde am 11. März er bei einem weiteren Gefecht leicht verwundet. Den General Sales hielt er für einen unfähigen Heerführer. Sales lehnte Anfang April 1842 zunächst Abbotts Rat ab, mit voller Truppenstärke auszurücken und die Belagerer zu bekämpfen. Dann schloss er sich doch Abbotts Meinung an, woraufhin seine Soldaten am 7. April 1742 bei einem heftigen Ausfall unter maßgeblicher Mithilfe von Abbotts Artillerie die vom neuen afghanischen Emir Mohammed Akbar befehligten feindlichen Streitkräfte entscheidend schlugen. Die Blockade der Stadt war damit gesprengt. Sales lobte in verschiedenen Depeschen Abbotts militärischen Leistungen.
Neun Tage später traf das Entsatzheer des Generals George Pollock in Dschalalabad ein. Abbott war bereits zu Pollocks Artilleriekommandanten ernannt worden und schloss sich im Juli 1842 der Armee des Brigadegenerals Monteath auf deren Zug gegen den Paschtunen-Stamm der Schinwari an. Die britischen Soldaten zerstörten dabei Festungen und Dörfer dieses Stamms, und Abbott sicherte durch den präzisen Beschuss seiner Geschütze den Sieg von Monteaths Truppen in dem Gefecht bei Mazina. Er zeichnete sich erneut in den Gefechten bei Mamu Khel und Kuchli Khel aus (24. August), ebenso bei der Erstürmung des Dschagdalak-Passes am 8. September sowie in den Schlachten bei Tezin und Haft Kotal (12/13. September), in denen Mohammed Akbar nach heftigen Kämpfen schließlich geschlagen wurde. Kabul fiel zwei Tage später in die Hände der Briten.
In Anerkennung seiner militärischen Verdienste in den Kämpfen um Dschalalabad und Kabul erhielt Abbott Kriegsmedaillen; auch wurde ihm am 4. Oktober 1842 der Rang eines Brevet-Majors verliehen. Nach seiner Rückkehr nach Indien wurde er vom dortigen britischen Generalgouverneur, Edward Law, 1. Earl of Ellenborough, am 17. Dezember 1842 in Firozpur ehrenvoll empfangen. Drei aufeinanderfolgende Generalgouverneure von Indien ernannten ihn außerdem zu ihrem Ehrenadjutanten.

### Späteres Leben und Tod
1843 vermählte sich Abbott mit Sophia Frances, Tochter von Captain John Garstin. Er zeugte mit seiner Gemahlin vier Töchter und drei Söhne. Letztere hießen Augustus Keith, William Henry sowie Henry Alexius Abbott und schlugen wie ihr Vater eine militärische Laufbahn ein.
Ab 1845 war Abbott zehn Jahre lang Hauptkommissar für das Feldzeugwesen, übernahm 1855 das Amt des Generalinspektors der Artillerie und wurde 1858 Oberbefehlshaber der bengalischen Artillerie. Ferner gehörte er dem Ausschuss für die Berichterstattung über die Verteidigungswerke von Firozpur an. Zu seinen weiteren militärischen Rangerhöhungen zählten seine Ernennung zum Major (3. Juli 1845), Oberstleutnant (16. Juni 1848), Oberst (14. November 1858) und Generalmajor (30. Dezember 1859). Wegen seiner nunmehrigen Kränklichkeit kehrte er aber 1859 nach England zurück und starb am 25. Februar 1867 im Alter von 63 Jahren in Cheltenham.